# Ясуї Коно
Коно Ясуї (яп. 保井 コノ, Yasui Kono, 16 лютого 1880 – 24 березня 1971) — японська біологиня та цитологиня. 1927 року стала першою японською жінкою, що отримала ступінь доктора наук. Вона отримала медаль Пошани з пурпуровою стрічкою та була нагороджена Орденом Дорогоцінної Корони за її академічні досягнення та лідерство в жіночій освіті в Японії.

## Раннє життя та освіта
Народилася в містечку Санбонмацу в префектурі Кагава 1880 року в сім'ї власника судноплавного бізнесу. Вона була першою дитиною з дев'яти братів і сестер, її виховували батьки, які цінували й наголошували на освіті. Коли вона переходила з нижчої початкової школи у вищу початкову школу, її батько переконав її прочитати «Заохочення до навчання», дуже впливову книгу, написану філософом і педагогом Юкічі Фукудзавою. Протягом своєї ранньої освіти вона досягла успіху в навчанні, а також була особливо обдарована в галузі природничих і математичних наук. 1898 року закінчила звичайну школу префектури Кагава, а 1902 року — відділ наук у Вищій жіночій школі. Вона викладала у вищій жіночій школі Гіфу та у школі для дівчат Канда до 1905 року, коли в Жіночій вищій звичайній школі було створено аспірантуру. Вона була першою жінкою, яка вступила на курс зі спеціальності наукові дослідження. Вона зосередилася на зоології та ботаніці. 1905 року вона опублікувала в журналі Zoological Science статтю про апарат Вебера коропових риб, ставши першою жінкою, опублікованою в журналі. Її дослідження про водну папороть Salvinia natans публікувалися в Journal of Plant Sciences та британському журналі Annals of Botany, що стало першою публікацією дослідження японської жінки в іноземному журналі. 1907 року закінчила аспірантуру Вищої жіночої школи та стала доценткою.

## Академічна кар'єра
Коли Ясуї подала заяву до міністерства освіти Японії про навчання за кордоном, вони вагалися, чи дозволити їй, оскільки вважали, що «жінка не може досягти багато в науці». Їй дозволили лише за умови, що вона вказала «дослідження домашньої економіки» поруч із «науковими дослідженнями» у своїй заяві та погодилася не виходити заміж і натомість присвятити себе дослідженню. 1914 року вона поїхала до Німеччини та США для проведення цитологічних досліджень в Чиказькому університеті. 1915 року вона поїхала до Гарвардського університету, де проводила дослідження вугілля під керівництвом професора E.Ч. Джеффрі. В червні 1916 року повернулася до Японії й продовжувала дослідження вугілля в Токійському імператорському університеті (нині Токійський університет) до 1927 року. Вона викладала там генетику з 1918 по 1939 рік, 1919 року стала професоркою Вищої жіночої школи в Токіо. Завершила свою докторську дисертацію «Дослідження структури бурого та кам'яного вугілля в Японії» 1927 року, ставши першою жінкою в Японії, яка отримала ступінь доктора наук.
1929 року Ясуї заснувала цитологічний журнал Cytologia. З 1924 року досліджувала генетику маку, кукурудзи та видів традесканції, 1945 року почала дослідження рослин, які постраждали від радіоактивного зараження після атомних бомбардувань Хіросіми та Нагасакі. Коли Університет Очаномідзу був заснований під його нинішньою назвою 1949 року, Ясуї була призначена професоркою. 1952 року вона вийшла на пенсію, ставши професоркою-емеритою. До 1957 року вона опублікувала 99 наукових праць.

## Спадщина
Коно Ясуї зробила багато нововведень у своєму житті та кар'єрі як біологиня і цитологиня. Її кар'єра тривала від пізнього періоду Мейдзі, через Тайшо (1912—1926), до раннього періоду Сьова (1926—1989). Протягом цього часу в Японії жінки зазнавали сильного пригнічення, і їм було заборонено працювати в академічних і наукових колах. Вона була першою японкою, яка опублікувала наукову роботу в міжнародному журналі. Зокрема, вона була першою японкою, яка отримала ступінь доктора наук, і зробила це в університеті, який не приймав студенток майже 20 наступних років. Під час роботи викладачкою у Токійській жіночій вищій нормальній школі вона була дуже суворою, однак за межами лабораторії та класу вона була відома своєю доброю як до молодших, так і до студентів. Вона дуже цінувала і сприяла розвитку жіночої освіти в Японії. Після Другої світової війни Ясуї працювала над створенням національного жіночого університету. Ці зусилля увінчалися успіхом, оскільки вона відіграла ключову роль у перетворенні Токійської жіночої вищої середньої школи в університет Очаномідзу 1949 року. Вона також пожертвувала гроші, отримані в якості подарунків під час її виходу на пенсію, Токійській жіночій вищій звичайній школі як «стипендію Ясуї-Курода», що продовжує надавати освітні можливості для молодих дослідниць і сьогодні. Життя Коно Ясуї послужило дороговказом і яскравим прикладом для цілого покоління молодих жінок-вчених.